# George Hollingbery
George Hollingbery, né le 12 octobre 1963 à Beverley (Yorkshire de l'Est), est un homme politique et diplomate britannique. Après une carrière politique nationale, il est ambassadeur du Royaume-Uni à Cuba de 2022 à 2025.
Il est auparavant élu aux élections générales de 2010 en tant que député de Meon Valley à la Chambre des communes pour le Parti conservateur. Il est ministre d'État à la Politique commerciale de 2018 à 2019. Il ne se représente pas aux élections générales de 2019.
Par sa nomination au grade de chevalier commandeur de l'ordre de Saint-Michel et Saint-Georges par la reine Élisabeth II le 10 septembre 2019, George Hollingbery porte le prédicat de Sir.

## Jeunesse et carrière dans les affaires
George Hollingbery fait ses études au Radley College, avant d'étudier à Lady Margaret Hall, à l'université d'Oxford pour un baccalauréat universitaire ès lettres en sciences humaines qui lui est décerné en 1985. Il obtient ensuite une maîtrise en administration des affaires de la Wharton School de l'université de Pennsylvanie, aux États-Unis.
Il commence sa carrière dans l'investissement au démarrage d'entreprises, dont la plus connue est la chaîne vétérinaire Companion Care, vendue à Pets at Home en 2002. En 2005, il lance une entreprise d'investissement immobilier, dirigée depuis sa maison d'Alresford.

## Entrée en politique
George Hollingbery entre en politique par son élection au conseil municipal de Winchester en 1999, en devenant le leader adjoint en 2006. Il se présente dans la circonscription de Winchester aux élections générales de 2005 pour les conservateurs, après avoir géré la campagne du candidat précédent en 2001, mais est battu par le libéral-démocrate sortant, Mark Oaten.

## Carrière parlementaire
Aux élections générales de 2010, George Hollingbery se présente dans la nouvelle circonscription de Meon Valley dans le Hampshire, créée à la suite d'un redécoupage électoral. Il est élu avec une majorité de 12 125 voix. Il est réélu en 2015 et 2017 avec une majorité croissante de 23 913 et 25 692 voix, respectivement.
À la Chambre des communes, Hollingbery siège au comité consultatif du président sur les œuvres d'art et au comité des collectivités et des gouvernements locaux.
Il est un proche allié parlementaire de Theresa May, secrétaire d'État à l'Intérieur sous David Cameron et députée de Maidenhead. Il soutient sa candidature aux élections à la direction du Parti conservateur de 2016. Il est deux fois son secrétaire parlementaire privé, d'abord dans son rôle de secrétaire d'État à l'Intérieur, de 2012 à 2015, puis en tant que Première ministre de 2016 à 2018. Il est par la suite ministre d'État à la Politique commerciale de 2018 à 2019.
Il est nommé chevalier commandeur de l'ordre de Saint-Michel et Saint-Georges (KCMG) dans les honneurs de démission de Theresa May le 10 septembre 2019.
Le 7 novembre 2019, George Hollingbery annonce qu'il ne se représente pas aux élections générales anticipées de 2019. Il ajoute qu'il soutient l'accord sur le Brexit du nouveau Premier ministre Boris Johnson, mais souhaite poursuivre des opportunités de carrière en dehors du Parlement. Son siège est remporté par la conservatrice Flick Drummond.

## Carrière diplomatique
En janvier 2021, le gouvernement britannique annonce la nomination de George Hollingbery au poste d'ambassadeur à La Havane, effective début 2022. Il présente ses lettres de créance au président cubain Miguel Díaz-Canel le 11 février 2022.

## Vie privée
George Hollingbery est marié à Janette, originaire des États-Unis. Ils ont trois enfants ensemble. Amateur d'horticulture, son jardin est présenté dans l'émission Gardeners' World sur BBC Two.